# Mechanize
Mechanize — сьомий студійный альбом гурту Fear Factory, який вийшов 5 лютого 2010 року.

## Композиції
1. "Mechanize" – 4:41
2. "Industrial Discipline" – 3:38
3. "Fear Campaign" – 4:54
4. "Powershifter" – 3:51
5. "Christploitation" – 4:58
6. "Oxidizer" – 3:44
7. "Controlled Demolition" – 4:25
8. "Designing the Enemy" – 4:55
9. "Metallic Division" – 1:30
10. "Final Exit" – 8:18

### Бонус-трекдігіпак-версії
1. "Crash Test (Re-recorded version)" – 3:40

### Треки викладенні для завантаження
1. "Big God (Demo '91)" – 1:48
2. "Self Immolation (Demo '91)" – 02:55
3. "Soul Wound (Demo '91)" – 2:38